# Associazione Calcio Renate 2014-2015
Questa voce raccoglie le informazioni riguardanti l'Associazione Calcio Renate nelle competizioni ufficiali della stagione 2014-2015.

## Stagione
Nella stagione 2014-2015 il Renate esordisce in un campionato di terza serie nella neo istituita Lega Pro, nel girone A. Raccoglie 45 punti con il quattordicesimo posto. Sempre allenato da Simone Boldini ha ottenuto 24 punti nel girone di andata e 21 nel girone di ritorno, chiudendo il torneo sei lunghezza sopra i Play-out. Grazie all'ottimo piazzamento ottenuto la stagione scorsa, la squadra nerazzurra ha potuto partecipare alla Coppa Italia Tim Cup dove ha anche superato il primo turno vincendo a Bergamo (0-1) contro l'Albinoleffe, poi nel secondo ha pareggiato a Pescara (1-1) ma è uscita dal torneo superata (5-4) ai calci di rigore dagli abruzzesi. Mentre nella Coppa Italia di Lega Pro è entrata in scena nei sedicesimi vincendo (0-1) a Cremona, negli ottavi ha pareggiato (3-3) a Bergamo contro l'Albinoleffe, poi ha superato il turno imponendosi (7-8) ai calci di rigore, nei quarti il Renate è stato eliminato (2-0) dal Como.

## Divise e sponsor
Lo sponsor tecnico per la stagione 2014-2015 è Erreà, mentre lo sponsor ufficiale è Carer. La presentazione della squadra e delle divise ufficiali è avvenuta il 5 agosto 2014.
| Casa | Trasferta | 3ª maglia |

## Rosa
Rosa tratta dal sito ufficiale del Renate
| N. |                   | Ruolo | Calciatore          |
| -- | ----------------- | ----- | ------------------- |
|    | Italia (bandiera) | P     | Matteo Cincilla     |
|    | Italia (bandiera) | P     | Gianmarco Vannucchi |
|    | Italia (bandiera) | P     | Ettore Steni        |
|    | Italia (bandiera) | D     | Fabio Adobati       |
|    | Italia (bandiera) | D     | Michele Bonfanti    |
|    | Italia (bandiera) | D     | Matteo Di Gennaro   |
|    | Italia (bandiera) | D     | Fabio Gavazzi       |
|    | Italia (bandiera) | D     | Alessio Iovine      |
|    | Italia (bandiera) | D     | Stefano Morotti     |
|    | Italia (bandiera) | D     | Ruggero Riva        |
|    | Italia (bandiera) | C     | Marco Chimenti      |
|    | Italia (bandiera) | C     | Jacopo Mantovani    |
|    | Italia (bandiera) | C     | Andrea Malgrati     |

| N. |                    | Ruolo | Calciatore           |
| -- | ------------------ | ----- | -------------------- |
|    | Italia (bandiera)  | C     | Andrea Mira          |
|    | Italia (bandiera)  | C     | Leonardo Muchetti    |
|    | Italia (bandiera)  | C     | Marco Perini         |
|    | Italia (bandiera)  | C     | Cristian Pedrinelli  |
|    | Italia (bandiera)  | A     | Riccardo Cocuzza     |
|    | Italia (bandiera)  | A     | Alessio Curcio       |
|    | Italia (bandiera)  | A     | Damien Florian       |
|    | Nigeria (bandiera) | A     | Raphael Odogwu       |
|    | Italia (bandiera)  | A     | Igor Radrezza        |
|    | Italia (bandiera)  | A     | Davide Roda          |
|    | Italia (bandiera)  | A     | Luca Rovelli         |
|    | Italia (bandiera)  | A     | Jacopo Scaccabarozzi |
|    | Italia (bandiera)  | A     | Cristian Spampatti   |

## Calciomercato

### Sessione estiva (dal 1/7/2014 al 2/9/2014)
| Acquisti | Acquisti            | Acquisti     | Acquisti   |
| R.       | Nome                | da           | Modalità   |
| -------- | ------------------- | ------------ | ---------- |
| P        | Gianmarco Vannucchi | Juventus     | definitivo |
| D        | Matteo Di Gennaro   | Parma        | prestito   |
| D        | Alessio Iovine      | Pergolettese | definitivo |
| C        | Riccardo Cocuzza    | Parma        | prestito   |
| C        | Jacopo Mantovani    | Barletta     | definitivo |
| C        | Andrea Mira         | Inter        | prestito   |
| C        | Cristian Pedrinelli | Parma        | prestito   |
| A        | Alessio Curcio      | Castiglione  | definitivo |
| A        | Luca Rovelli        | Parma        | definitivo |

| Cessioni | Cessioni           | Cessioni  | Cessioni                      |
| R.       | Nome               | a         | Modalità                      |
| -------- | ------------------ | --------- | ----------------------------- |
| P        | Andrea Caroppo     | Nardò     | definitivo                    |
| P        | Marco Marcandalli  |           | svincolato                    |
| P        | Antonio Santurro   | Parma     | fine prestito                 |
| D        | Davide Adorni      | Parma     | fine prestito                 |
| C        | Luca Baldo         | Lecco     | rescissione consensuale       |
| C        | Andrea Fumagalli   | Pro Sesto | -                             |
| C        | Luciano Gualdi     | Ascoli    | definitivo                    |
| C        | Luca Maccabiti     | Lumezzane | risoluzione compartecipazione |
| C        | Carlo Merlino      | Caratese  | definitivo                    |
| C        | Nicolas Teggi      | Carpi     | definitivo                    |
| A        | Daniele Bernasconi | Parma     | fine prestito                 |
| A        | Stefano Castellani | Empoli    | fine prestito                 |

### Fuori sessione
| Acquisti | Acquisti     | Acquisti     | Acquisti   |
| R.       | Nome         | da           | Modalità   |
| -------- | ------------ | ------------ | ---------- |
| P        | Ettore Steni | Pergolettese | definitivo |

| Cessioni | Cessioni     | Cessioni | Cessioni                |
| R.       | Nome         | a        | Modalità                |
| -------- | ------------ | -------- | ----------------------- |
| P        | Ettore Steni |          | rescissione consensuale |

### Sessione invernale (dal 5/1/2015 al 2/2/2015)
| Acquisti | Acquisti       | Acquisti     | Acquisti   |
| R.       | Nome           | da           | Modalità   |
| -------- | -------------- | ------------ | ---------- |
| C        | Marco Perini   | Monza        | definitivo |
| A        | Raphael Odogwu | Real Vicenza | definitivo |
| A        | Igor Radrezza  | Monza        | definitivo |

| Cessioni | Cessioni      | Cessioni | Cessioni   |
| R.       | Nome          | a        | Modalità   |
| -------- | ------------- | -------- | ---------- |
| D        | Gianluca Gaio | Sondrio  | definitivo |
| D        | Fabio Gavazzi | Novara   | definitivo |

## Risultati

### Campionato di Lega Pro

#### Girone di andata
| Arbitro: | Piccinini (Forlì) |

|                                 |           |  |
| Carcuro 4’ Marino 51’ Greco 88’ | Marcatori |  |

| Arbitro: | Caso (Verona) |

|                 |           |                                 |
| Iovine 12’, 13’ | Marcatori | 3’ Anastasi 45’ Vita 64’ Virdis |

| Arbitro: | Bertani (Pisa) |

|  |           |             |
|  | Marcatori | 82’ Gavazzi |

| Arbitro: | Valiante (Nocera Inferiore) |

|           |           |           |
| Iovine 1’ | Marcatori | 49’ Erpen |

| Arbitro: | Pillitteri (Palermo) |

|                               |           |                      |
| Florian 64’ Scaccabarozzi 70’ | Marcatori | 50’ Gonzi 65’ Caridi |

| Arbitro: | D'Apice (Arezzo) |

|                             |           |                       |
| Dalla Bona 57’ Cristini 90’ | Marcatori | 49’, 69’ J. Mantovani |

| Arbitro: | Sassoli (Arezzo) |

|                    |           |                       |
| Florian 90’ (rig.) | Marcatori | 4’ (rig.) Fa. Ferrari |

| Arbitro: | Maggioni (Lecco) |

|                 |           |                               |
| Fischnaller 25’ | Marcatori | 45’ Scaccabarozzi 80’ Gavazzi |

| Arbitro: | Andreini (Forlì) |

|             |           |  |
| Adobati 90’ | Marcatori |  |

| Arbitro: | Colosimo (Torino) |

|                     |           |  |
| Ganz 2’ Rolando 42’ | Marcatori |  |

| Arbitro: | Pietropaolo (Modena) |

|               |           |                                    |
| Spampatti 18’ | Marcatori | 11’ Corazza 68’ Pesce 88’ González |

| Arbitro: | Spinelli (Terni) |

|                                   |           |  |
| Solerio 49’ Rossini 81’ Sosio 89’ | Marcatori |  |

| Arbitro: | Capraro (Cassino) |

|                  |           |                           |
| J. Mantovani 86’ | Marcatori | 14’ Pinardi 22’ Cittadino |

| Arbitro: | Baldicchi (Città di Castello) |

|              |           |                                |
| Possenti 84’ | Marcatori | 8’, 57’ Muchetti 21’ Spampatti |

| Arbitro: | Zanonato (Vicenza) |

|  |           |                  |
|  | Marcatori | 88’ Ghiringhelli |

| Arbitro: | Capone (Palermo) |

|                     |           |              |
| Serafini 25’ (rig.) | Marcatori | 65’ Muchetti |

| Arbitro: | Morreale (Roma) |

|                         |           |                 |
| Florian 74’ Cocuzza 90’ | Marcatori | 34’ Pietribiasi |

| Arbitro: | Panarese (Lecce) |

|               |           |             |
| Valentini 82’ | Marcatori | 81’ Florian |

| Arbitro: | Mastrodonato (Molfetta) |

|                   |           |  |
| Scaccabarozzi 65’ | Marcatori |  |

#### Girone di ritorno
| Arbitro: | Fiorini (Frosinone) |

|             |           |                       |
| Cocuzza 19’ | Marcatori | 36’ (rig.) Bellazzini |

| Arbitro: | Mantelli (Brescia) |

|  |           |            |
|  | Marcatori | 46’ Iovine |

| Arbitro: | Catona (Reggio Calabria) |

|                                |           |                  |
| Cocuzza 3’ Radrezza 88’ (rig.) | Marcatori | 25’, 73’ Kirilov |

| Arbitro: | Lacagnina (Caltanissetta) |

|                                              |           |                                    |
| Cucciniello 41’ Franchino 90’ Bonvissuto 90’ | Marcatori | 5’ Cocuzza 90’ (rig.) J. Mantovani |

| Arbitro: | Amabile (Vicenza) |

|                         |           |  |
| Trainotti 31’ Gyasi 81’ | Marcatori |  |

| Arbitro: | Amoroso (Paola) |

|             |           |  |
| Cocuzza 85’ | Marcatori |  |

| Arbitro: | Lanza (Nichelino) |

|                            |           |                   |
| Sarao 52’, 78’ Potenza 74’ | Marcatori | 31’ Scaccabarozzi |

| Arbitro: | Massimi (Termoli) |

|             |           |  |
| Cocuzza 43’ | Marcatori |  |

| Bergamo 8 marzo 2015, ore 16:00 28ª giornata | AlbinoLeffe                   | 0 – 0 | Renate | Stadio Atleti Azzurri d'Italia (1.099 spett.)\| Arbitro: \| Baldicchi (Città di Castello) \| |
| Arbitro:                                     | Baldicchi (Città di Castello) |       |        |                                                                                              |

| Arbitro: | Fanton (Lodi) |

|  |           |             |
|  | Marcatori | 72’ Le Noci |

| Arbitro: | Giua (Pisa) |

|                        |           |  |
| González 1’ Evacuo 52’ | Marcatori |  |

| Arbitro: | Rasia (Bassano del Grappa) |

|            |           |  |
| Iovine 57’ | Marcatori |  |

| Salò 29 marzo 2015, ore 16:00 32ª giornata | Feralpisalò      | 0 – 0 | Renate | Stadio Lino Turina (600 spett.)\| Arbitro: \| Maggioni (Lecco) \| |
| Arbitro:                                   | Maggioni (Lecco) |       |        |                                                                   |

| Arbitro: | Mancini (Fermo) |

|  |           |                   |
|  | Marcatori | 89’ (rig.) Maccan |

| Arbitro: | Prontera (Bologna) |

|                                 |           |  |
| Soncin 29’ A. Ferretti 41’, 67’ | Marcatori |  |

| Arbitro: | Sassoli (Arezzo) |

|              |           |                     |
| Malgrati 40’ | Marcatori | 90’ (rig.) Serafini |

| Arbitro: | D'Apice (Arezzo) |

|                 |           |            |
| Furlan 17’, 67’ | Marcatori | 45’ Iovine |

| Meda 1º maggio 2015, ore 15:00 CEST 37ª giornata | Renate                        | 0 – 0 referto | Alessandria | Stadio Città di Meda (560 spett.)\| Arbitro: \| Di Ruberto (Nocera Inferiore) \| |
| Arbitro:                                         | Di Ruberto (Nocera Inferiore) |               |             |                                                                                  |

| Arbitro: | Catona (Reggio Calabria) |

|  |           |               |
|  | Marcatori | 37’ Spampatti |

### Coppa Italia

#### Turni preliminari
| Arbitro: | Candeo (Este) |

|  |           |             |
|  | Marcatori | 80’ Adobati |

| Arbitro: | Pezzuto (Lecce) |

|                                                      |                      |                                                                  |
| Caprari 3’                                           | Marcatori            | 47’ Florian                                                      |
| Politano Maniero Caprari Appelt Ćosić Pucino Dettori | Tiri di rigore 5 – 4 | Gualdi Rovelli Scaccabarozzi Bonfanti Spampatti Muchetti Morotti |

### Coppa Italia Lega Pro

#### Fase a eliminazione diretta
| Arbitro: | Mantelli (Brescia) |

|  |           |            |
|  | Marcatori | 8’ Rovelli |

| Arbitro: | Mei (Pesaro) |

|                                         |                      |                                             |
| Aurelio 55’ Girasole 59’ Vorobjovs 109’ | Marcatori            | 25’, 56’ Rovelli 100’ (rig.) Mantovani      |
| Salvi Vorobjovs Personè Geroni Aurelio  | Tiri di rigore 4 – 5 | Florian Mantovani Gavazzi Muchetti Chimenti |

| Arbitro: | Candeo (Este) |

|                           |           |  |
| De Sousa 81’ Casoli 90+3’ | Marcatori |  |

## Statistiche
Statistiche aggiornate al 10 maggio 2015.

### Statistiche di squadra
| Competizione          | Punti | In casa | In casa | In casa | In casa | In casa | In casa | In trasferta | In trasferta | In trasferta | In trasferta | In trasferta | In trasferta | Totale | Totale | Totale | Totale | Totale | Totale | DR  |
| Competizione          | Punti | G       | V       | N       | P       | Gf      | Gs      | G            | V            | N            | P            | Gf           | Gs           | G      | V      | N      | P      | Gf     | Gs     | DR  |
| --------------------- | ----- | ------- | ------- | ------- | ------- | ------- | ------- | ------------ | ------------ | ------------ | ------------ | ------------ | ------------ | ------ | ------ | ------ | ------ | ------ | ------ | --- |
| Lega Pro (girone A)   | 45    | 19      | 6       | 7       | 6       | 19      | 20      | 19           | 5            | 5            | 9            | 16           | 29           | 38     | 11     | 12     | 15     | 35     | 49     | -14 |
| Coppa Italia          | -     | 0       | 0       | 0       | 0       | 0       | 0       | 2            | 1            | 1            | 0            | 2            | 1            | 2      | 1      | 1      | 0      | 2      | 1      | +1  |
| Coppa Italia Lega Pro | -     | 0       | 0       | 0       | 0       | 0       | 0       | 3            | 1            | 1            | 1            | 4            | 5            | 3      | 1      | 1      | 1      | 4      | 5      | -1  |
| Totale                | 45    | 19      | 6       | 7       | 6       | 19      | 20      | 24           | 7            | 7            | 10           | 22           | 35           | 43     | 13     | 14     | 16     | 41     | 55     | -14 |

### Andamento in campionato
| Giornata  | 1  | 2  | 3  | 4  | 5  | 6  | 7  | 8  | 9  | 10 | 11 | 12 | 13 | 14 | 15 | 16 | 17 | 18 | 19 | 20 | 21 | 22 | 23 | 24 | 25 | 26 | 27 | 28 | 29 | 30 | 31 | 32 | 33 | 34 | 35 | 36 | 37 | 38 |
| --------- | -- | -- | -- | -- | -- | -- | -- | -- | -- | -- | -- | -- | -- | -- | -- | -- | -- | -- | -- | -- | -- | -- | -- | -- | -- | -- | -- | -- | -- | -- | -- | -- | -- | -- | -- | -- | -- | -- |
| Luogo     | T  | C  | T  | C  | C  | T  | C  | T  | C  | T  | C  | T  | C  | T  | C  | T  | C  | T  | C  | C  | T  | C  | T  | T  | C  | T  | C  | T  | C  | T  | C  | T  | C  | T  | C  | T  | C  | T  |
| Risultato | P  | P  | V  | N  | N  | N  | N  | V  | V  | P  | P  | P  | P  | V  | P  | N  | V  | N  | V  | N  | V  | N  | P  | P  | V  | P  | V  | N  | P  | P  | V  | N  | P  | P  | N  | P  | N  | V  |
| Posizione | 18 | 18 | 16 | 15 | 15 | 14 | 15 | 13 | 10 | 12 | 13 | 13 | 15 | 13 | 15 | 15 | 14 | 15 | 11 | 14 | 11 | 12 | 13 | 14 | 12 | 13 | 11 | 12 | 12 | 12 | 12 | 12 | 13 | 14 | 15 | 15 | 15 | 15 |

Fonte:  GIRONE A STATISTICA, su lega-pro.com.
Legenda:

Luogo: C = Casa; T = Trasferta. Risultato: V = Vittoria; N = Pareggio; P = Sconfitta.